# Atalaya (Ucayali)
Atalaya ist die Hauptstadt der Provinz Atalaya in der Region Ucayali im östlichen Zentral-Peru. Die Stadt ist Verwaltungssitz des Distrikts Raimondi. Beim Zensus 2017 wurden 12.946 Einwohner gezählt, 10 Jahre zuvor lag die Einwohnerzahl bei 9103.

## Geographische Lage
Die Stadt Atalaya liegt etwa 390 km ostnordöstlich der Landeshauptstadt Lima. Sie liegt am linken Flussufer des Río Tambo, etwa 3 km südlich dessen Vereinigung mit dem weiter östlich strömenden Río Urubamba zum Río Ucayali. Die Stadt liegt am Westrand des Amazonastieflands auf einer Höhe von etwa 230 m. Westlich der Stadt erhebt sich das Sira-Gebirge, ein Höhenrücken der peruanischen Ostkordillere. Die Stadt liegt an der Grenze zu der weiter südlich gelegenen Provinz Satipo (Region Junín). Die Nationalstraße 5S führt von Atalaya nach Westen zu der Stadt Mazamari. Der Flughafen Tnte. Gral. Gerardo Pérez Pinedo Airport (IATA-Flughafencode: AYX) befindet sich nordwestlich des Stadtzentrums.